# Boval
El boval és una varietat de cep negra. És un cep molt auster, resistent a les inclemències climàtiques i a les plagues, i molt productiu. El raïm és mitjà i apinyat. El gra és mitjà, rodó i sucós.
És una varietat autòctona de la costa valenciana com ho índica el seu nom català que ja fou nomenada a la literatura clàssica del segle xiv. Al llarg dels segles xviii i xix però, es va adaptar molt bé a la comarca interior de la Plana d'Utiel, on es cultiva majoritàriament i es considera, erròniament, originària d'aquelles terres. El nom de boval sembla fer referència bé a la forma, que recorda el cap d'un bou o a la grandària, del gra d'aquesta varietat. Des del català s'ha estès al castellà bobal (malinterpretant el nom com derivat de bobo), al sard bovale i al portuguès boal.
El vi és d'un color cirera intens, poc alcohòlic (d'uns 11º), fruitós i d'alta acidesa. S'utilitza sovint en cupatges. Destaquen els vins rosats novells i es complementa bé en cupatges per a la criança en fusta.
És una varietat recomanada a la DO Utiel-Requena, i una varietat autoritzada a la DO Alacant. També es cultiva a Castella-la Manxa.
També existeix una subvarietat blanca anomenada boval blanc o tortosí.